# U-964
Unterseeboot 964 foi um submarino alemão do Tipo VIIC, pertencente a Kriegsmarine que atuou durante a Segunda Guerra Mundial.

## Comandantes
| Comandante              | Data                                            |
| ----------------------- | ----------------------------------------------- |
| Oblt. Emmo Hummerjohann | 18 de fevereiro de 1943 - 16 de outubro de 1943 |

## Subordinação
Durante o seu tempo de serviço, esteve subordinado às seguintes flotilhas:
| Período                                          | Flotilha                                  |
| ------------------------------------------------ | ----------------------------------------- |
| 18 de fevereiro de 1943 - 30 de setembro de 1943 | 5. Unterseebootsflottille (treinamento)   |
| 1 de outubro de 1943 - 16 de outubro de 1943     | 6. Unterseebootsflottille (serviço ativo) |